# تيت روبرتسون
تيت روبرتسون (بالإنجليزية: Tate Robertson)‏ هو لاعب كرة قدم أمريكي في مركز الوسط، ولد في 31 مايو 1997 في سبرينغفيلد في الولايات المتحدة. لعب مع Bowling Green Falcons men's soccer ‏.